# 当惹雍错
当惹雍错（藏語：དྭངས་རྭ་གཡུ་མཚོ，威利转写：dwangs rwa g.yu mtsho，藏语拼音：Tangra Yum Co），又名唐古拉雍木错，是一个咸水湖，位于中国西藏那曲市尼玛县，冈底斯山脉中段北麓断陷盆地内。介于北纬30度45分~31度22分、东经86度23分~86度49分。湖面海拔4528米，长71.7公里，宽19.4公里，面积835.3平方公里，形状像一只长靴。当惹雍错是苯教徒心目中的神湖，湖东岸有苯教寺庙玉本寺和圣地穷宗山。
从尼玛县城出发，约120公里左右大路，途经文部乡，乘汽车可以到达当惹雍错北侧文部村。当惹雍错风景极优美，环湖一周约250公里，多数路段可通汽车，路况起伏不大，没有高的山口，但有些山路崎岖，只适合徒步经过，沿途多有村庄，是高原深度旅行的上选。